# Clethra pyrogena
Clethra pyrogena är en tvåhjärtbladig växtart som beskrevs av Hermann Sleumer. Clethra pyrogena ingår i släktet Clethra och familjen Clethraceae. Inga underarter finns listade i Catalogue of Life.